# القائمة السوداء (نصوص)
```
القائمة السوداء
 هو مسح سنوي لنصوص الافلام الأكثر اعجابا والتي لم يتم انتاجها بعد، تم نشرها سنويا في ثاني جمعه من شهر ديسمبر منذ عام 2005 
فرانكلين ليونارد
 ، وهو مدير تنفيذي عمل ذلك لدى 
يونيفيرسال بيكتشرز
 و اوفر بوك انترتيمينت التابعه ل
ويل سميث
.
[
1
]
[
2
]
[
3
]
 ينص الموقع الإلكتروني على ان هذه النصوص ليست بالضرورة ان تكون أفضل السيناريوهات ولكن الأكثر اعجابا لانها تستند على دراسة استقصائية للمدراء التنفيذيين في 
شركات الإنتاج
 
والاستوديو
 .
[
4
]
```

تتضمن القائمة على ما يقارب 1000 سيناريو تقريبا منذ 2005 وتم إنتاج ثلثهم في وقت لاحق كأفلام، بما في ذلك امثلة ناجحة حائزة على جوائز مثل : ارغو، الاحفاد (فيلم) , خطاب الملك، احتيال أمريكي، جونو (فيلم) , مليونير متشرد(فيلم) , العائد(فيلم) , سبوت لايت (فيلم) , مهما كلف الامر (فيلم). حققت الافلام المنتجة سويا أكثر من 25 مليار دولار وروشحت ل 241 جائزة الأوسكار و 205 جوائز الغولدن غلوب ، وفازت ب 48 وفازت 48 و 40 على التوالي. في حفل جوائز الاوسكار الثامن والثمانين ,4 من اصل 8 أفضل فيلم ذهبت إلى نصوص وردت في القائمة السوداء، بالإضافة إلى 10 من اصل 20 سيناريو ( الأصل ومقتبس النصوص السينمائية ). غالبًا ما يجد الكتاب الذين يتم سرد نصوصهم أنهم يتم توظيفهم بسهولة أكبر لوظائف أخرى، حتى لو لم يتم إنتاج سيناريوهاتهم المدرجة، مثل جيم ناش ونات فاكسون ، وهما اثنان من كتاب السيناريو الحائز على جائزة الأوسكار أحفاد ، الذين كان لديهم سيناريو سابق يصنعون القائمة. كتب ديفيد هاجلوند، كاتب الأعمدة في قائمة " سليت" ، أن سمعة القائمة كبطل للأعمال "المحبوبة ولكنها صعبة" مبالغ فيها، حيث أن "هذه سيناريوهات تقوم بجولات هوليوود بالفعل. وبينما، كقاعدة عامة، لم يتم إنتاجها بعد، فإن الكثير منها قيد الإنتاج بالفعل ".
أعلن في مهرجان سندانس السينمائي في 27 من شهر كانون الثاني لعام 2019 في بارك سيتي ان مجموعة الدعوة الاعلامية ل لجيبيتي قد دخلت في شراكة مع القائمة السوداء لانشاء قائمة جلاد، وهي قائمة جديدة منسقة من النصوص الواعدة التي تضم منتجات لجبيتي غير الواعدة في هوليود.

## التاريخ
فرانكلين ليونارد هو أول من جمع القائمة السوداء للنصوص في عام 2005 , حينما كان يعمل في ذلك الوقت كمدير تنفيذي لشركة إنتاج ليوناردو دي كابريو ابيان واي برودكشنز، حيث قام بارسل حوالي 75 رسالة لزملائه التنفيذين عبر البريد الكتروني طلب منهم تسمية أفضل 10 سيناريوهات قرأوها في تلك السنة، ولشكرهم على مشاركتهم قام بتجميع اللائحة وارسالها إلى المستجيبين. كان اسم القائمة السوداء بمثابة إشارة إلى تراثه كرجل أمريكي من أصل أفريقي، وكذلك كمرجع دقيق للكتاب الذين تم منعهم خلال عهد مكارثي كجزء من القائمة السوداء في هوليوود .
على قائمة اللائحة سيناريوهات، من 2005 إلى 2019 على التوالي، هي: الأشياء التي فقدناها في النار ؛ إعادة , القندس , رجل الدمى ؛ كلية الجمهوريين . لعبة التقليد . مشروع يوم , هولندا، ميشيغان ؛ كاثرين العظيمة ؛ فقاعات طموح أشقر, خراب, فرات بوي عبقرية . واستمر.

### بناء
تحسب القائمة عدد الاعجابات التي تتلاقها السيناريوهات من قبل مديرين التنفيذين . ويتم ترتيب السيناريوهات على اساس عدد الاعجابات التي يحصل عليها أي منها. أكثر الإعجابات التي تلقاها سيناريو واحد هي لعبة التقليد ،الذي حصل على 133 اعجاب عند صدور قائمة 2011 ؛ وفاز بجائزة الأوسكار لأفضل سيناريو مقتبس .

## أفلام على القائمة السوداء
أكثر من 300 سيناريو تم ادخاله حيز الإنتاج بعد ظهوره على القائمة السوداء. وتشمل هذه:

### 2005 القائمة السوداء
- One Percent More Humid (2017)
- 21 (2008)
- The American (2010)
- Altered Carbon (2018-present)
- Anonymous (2011)
- Armored (2009)
- Babel (2006)
- Balls Out: Gary the Tennis Coach (2009)
- Black Snake Moan (2006)
- شفرات المجد (2007)
- Blind (2017)
- الألماس الدموي (2006)
- Breach (2007)
- ذا براذرز سولومون (2007)
- قائمة الدلو (2007)
- رصيف الكرنفال (2019)[11]
- الفصل 27 (فيلم) (2007)
- Charlie Wilson's War (2007)
- Charlie Bartlett (2007)
- Cougars, Inc. (2011)
- دان في الحياة الحقيقية (2007)
- Dangerous Parking (2007)
- Dark Around the Stars (2013)
- Death at a Funeral (2010)
- Delirium (2018)
- Dexter (2006–2013)
- Disturbia (2007)
- The Dirt (2019)
- Dream House (2011)
- Eight Below (2006)
- Ender's Game (2013)
- The Expendables (2010)
- فتاة المصنع (2006)
- Fanboys (2009)
- السرعة والغضب: قيادة طوكيو (2006)
- The Forger (2014)
- أرض الحرية (2006)
- Fur (2006)
- The Game Plan (2007)
- Get Low (2009)
- The Good Lie (2014)
- A Good Old Fashioned Orgy (2011)
- إجازة زوجية (فيلم) (2011)
- Hancock (2008)
- Harold (2008)
- The Hawk Is Dying (2006)
- The Highwaymen (2019)
- The Hoax (2006)
- مدراء فظيعون (2011)
- Hot Rod (2007)
- The Hunting Party (2007)
- Infamous (2006)
- In Secret (2013)
- Juno (2007)
- Killer Elite (2011)
- King of California (2007)
- The Kingdom (2007)
- The Kite Runner (2007)
- لارس والفتاة الحقيقية (2007)
- The Ledge (2011)
- Legendary (2010)
- الحياة بعد بيث (2014)
- الحياة قبل أعينها (2007)
- Little Children (2006)
- ليتل ميس سانشاين (2006)
- Love in the Time of Cholera (2007)
- رقم الحظ سليفين (2006)
- The Maiden Heist (2009)
- Mama's Boy (2007)
- Margaret (2011)
- Married Life (2007)
- مقابلة بيل (2007)
- Meet Dave (2008)
- رسالة من كينج  [لغات أخرى]‏ (2016)
- مايكل كلايتون (2007)
- A Million Little Pieces (2019)
- المومياء: قبر إمبراطور التنين (2008)
- The Mysteries of Pittsburgh (2008)
- Nacho Libre (2006)
- Nebraska (2013)
- قائمة التشغيل اللانهائية لنيك ونورا (2008)
- Not Another Happy Ending (2013)
- Notes on a Scandal (2006)
- العدد 23 (فيلم) (2007)
- The Only Living Boy in New York (2017)
- The Other Boleyn Girl (2008)
- Pathfinder (2007)
- Peacock (2010)
- Post Grad (2009)
- The Prestige (2006)
- The Proposal (2009)
- The Promotion (2008)
- السعي للسعادة (فيلم) (2006)
- Pu-239 (2006)
- Quid Pro Quo (2008)
- The Queen (2006)
- طريق الحجز (فيلم) (2007)
- القتل المبرر (فيلم) (2008)
- The Sasquatch Gang (2006)
- Stardust (2007)
- The Starling (2020)
- Stop-Loss (2008)
- Studio 60 on the Sunset Strip (2006–2007)
- العشرة (فيلم) (2007)
- Tenure (2009)
- Things We Lost in the Fire (2007)
- امرأة المسافر عبر الزمان (2009)
- Turistas (2006)
- تحت الجلد (2013)
- Wanted (2008)
- We Are Marshall (2006)
- كاشفة الفساد (2010)
- الخنازير البرية (فيلم) (2007)
- The Words (2012)
- World Trade Center (2006)
- رجال-إكس الأصول: وولفرين (2009)
- The Year of Getting to Know Us (2008)
- Youth in Revolt (2009)
- Zodiac (2007)

### القائمة السوداء لعام 2006
- 3:10 to Yuma (2007)
- 500 يوم مع سمر (2009)
- A Mighty Heart (2007)
- All About Steve (2009)
- Assassination of a High School President (2008)
- Away We Go (2009)
- The Brothers Bloom (2008)
- Changeling (2008)
- عزيزي الدكتاتور (2017)
- Crash Pad (2017)
- Curve (2015)
- عزيزي الدكتاتور (2018)
- Death at a Funeral (2007)
- الشيطان المزدوج (2011)
- The Disappearance of Eleanor Rigby (2013)
- The Diving Bell and the Butterfly (2007)
- دراكولا غير مروي (2014)
- المقاتل (فيلم) (2010)
- Frost/Nixon (2008)
- Get Smart (2008)
- Hanna (2011)
- هروب هارولد وكومار من خليج غوانتانامو (فيلم) (2008)
- في بروج (فيلم) (2008)
- Life of Pi (2012)
- أسود وحملان (فيلم) (2007)
- The Men Who Stare at Goats (2009)
- The Messenger (2009)
- Natural Selection (2009)
- The Other Woman (2009)
- Open Grave (2013)
- Rendition (2007)
- سكوت بيلجرام يواجه العالم (2010)
- 7 أرطال (فيلم) (2008)
- المختلين السبعة (2012)
- She's Out of My League (2010)
- حالة اللعب (2009)
- Superbad (2007)
- ستسيل الدماء (2007)
- Walk Hard: The Dewey Cox Story (2007)
- Year of the Dog (2007)

### القائمة السوداء لعام 2007
- The Answer Man (2009)
- Adventureland (2009)
- كل الأشياء الجيدة (2010)
- عيون كبيرة (2014)
- Blindness (2008)
- Blitz (2008)
- Bohemian Rhapsody (2018)
- كتاب إيلاي (2010)
- The Book of Love (2016)
- يحرق بعد القراءة (2008)
- Burnt (2015)
- تشارلي كاونتريمان (2013)
- Clash of the Titans (2010)
- Dear John (2010)
- Demolition (2015)
- Dirty Girl (2010)
- Doubt (2008)
- The Duchess (2008)
- Duplicity (2009)
- إيجل آي (2008)
- Felt (2017)
- Genius (2016)
- صداع الكحول (فيلم) (2009)
- Happy. Thank You. More. Please. (2010)
- Hitchcock (2012)
- How to Lose Friends & Alienate People (2008)
- The Ides of March (2011)
- اختراع الكذب (فيلم) (2009)
- Invictus (2009)
- جاك ريان: الشبح المجند (2014)
- جسم جينيفر (2009)
- Justice League (2017)
- آخر فرصة يا هارفي (2008)
- Let It Fall: Los Angeles 1982–1992 (2017)
- حب ومخدرات أخرى (2010)
- Management (2009)
- Never Let Me Go (2010)
- Orphan (2009)
- Passengers (2016)
- Recount (2008)
- The Revenant (2015)
- The Road (2009)
- Salt (2010)
- Selma (2014)
- مليونير متشرد (فيلم) (2008)
- شيفرة مصدرية (فيلم) (2011)
- The Town (2010)
- Valkyrie (2008)
- The Wackness (2008)
- في الخلف تماما (2013)
- Whip It (2009)
- The Wolf of Wall Street (2013)
- World War Z (2012)
- The Wrestler (2008)
- Yes Man (2008)
- زومبي لاند (2009)

### القائمة السوداء لعام 2008
- 47 Ronin (2013)
- 50/50 (2011)
- A.C.O.D. (2013)
- All I Wish (2017)
- Bachelorette (2012)
- الخطة الإحتياطية (2010)
- معلمة سيئة (2011)
- The Beaver (2011)
- مدينة محطمة (فيلم) (2013)
- Butter (2011)
- Child 44 (2015)
- Date and Switch (2014)
- The Debt (2010)
- الأحفاد (فيلم) (2011)
- ايزي ايه (2010)
- Everything Must Go (2010)
- The F Word (2013)
- صائد الثعالب (2014)
- The Fourth Kind (2009)
- Going the Distance (2010)
- ينابيع الأمل (2012)
- أوغاد مجهولون (2009)
- Killing Season (2013)
- لندن بولفار (2010)
- Lovelace (2013)
- No Strings Attached (2011)
- Nowhere Boy (2009)
- The Oranges (2011)
- Our Brand Is Crisis (2015)
- خارج الفرن (2013)
- Remember Me (2010)
- Sherlock Holmes (2009)
- Sleeping Beauty (2011)
- Unlocked (2017)
- What's Your Number? (2011)
- استحقاق (2020)
- Up In The Air (2009)

### القائمة السوداء لعام 2009
- مسدسان (2013)
- 30 دقيقة أو أقل (2011)
- Arthur (2011)
- The Baytown Outlaws (2012)
- مثقف (2019)
- Buried (2010)
- Cedar Rapids (2011)
- Celeste and Jesse Forever (2012)
- Cut Bank (2014)
- Dark Was the Night (2014)
- تاريخ الاستحقاق (فيلم) (2010)
- The Duel (2016)
- Feud (2017-present)
- The Guilt Trip (2012)
- Hanna (2011)
- If I Stay (2014)
- خطاب الملك (2010)
- The Kings of Summer (2013)
- The Last Stand (2013)
- Lawless (2012)
- تضحية البيدق (2014)
- Prisoners (2013)
- Red Riding Hood (2011)
- Restless (2011)
- طلب العدالة (فيلم) (2011)
- Shimmer Lake (2017)
- جليس الأطفال (فيلم) (2011)
- الشبكة الاجتماعية (2010)
- المدهش الآن (2013)
- لك هذه الرقصة (2011)
- That's My Boy (2012)
- The To Do List (2013)
- The True Memoirs of an International Assassin (2016)
- أكاديمية المظلة (2019-present)
- The Vatican Tapes (2015)
- The Voices (2014)
- وول ستريت: المال لا ينام أبدا (2010)
- The Watch (2012)
- Water for Elephants (2011)
- ز من أجل زكريا (2015)

### القائمة السوداء لعام 2010
- اختطاف (2011)
- ابراهام لنكولن: صياد مصاص الدماء (2012)
- احتيال أمريكي (2013)
- Argo (2012)
- ATM (2012)
- Better Living Through Chemistry (2014)
- رئيس الخدم (2013)
- Chronicle (2012)
- Cinema Verite (2011)
- حب مجنون، أحمق (2011)
- Danny Collins (2015)
- حافة الغد (2014)
- إيفرلي (2014)
- Freaks of Nature (2015)
- Fun Size (2012)
- Gangster Squad (2013)
- Get a Job (2016)
- Gold (2016)
- How It Ends (2018)
- The Hunger Games (2012)
- The Impossible (2012)
- Jackie (2016)
- صائد الساحرات الأخير (2015)
- Lola Versus (2012)
- Looper (2012)
- مارجن كول (2011)
- Murder of a Cat (2014)
- One Day (2011)
- أوز: العظيم والقوي (2013)
- People Like Us (2012)
- Prom (2011)
- Safe House (2012)
- دليل الكشافة إلى زومبي نهاية العالم (2015)
- Search Party (2014)
- Serena (2014)
- بياض الثلج والصياد (فيلم) (2012)
- Stoker (2013)
- تلك اللحظة المحرجة (2014)
- ثلاث تسعات (2016)
- ماذا حدث للاثنين (2017)

### القائمة السوداء لعام 2011
- The Accountant (2016)
- Arizona (2018)
- Bad Words (2013)
- Before I Fall (2017)
- The Broken Hearts Gallery (2020)
- حرب التيارات (فيلم) (2017)
- الجد الفاسق (2016)
- جانغو الحر (2012)
- الصديقة السمينة القبيحة (2015)
- Father Figures (2017)
- Future Man (2017-2020)
- Good Kids (2016)
- Grace of Monaco (2014)
- مخفي (2015)
- الحارس الشخصي لقاتل محترف (2017)
- لعبة التزييف (2014)
- Jane Got a Gun (2016)
- Long Shot (2019)
- Maggie (2015)
- The Outsider (2018)
- Playing It Cool (2015)
- The Pretty One (2013)
- إنقاذ السيد بانكس (2013)
- Self/less (2015)
- Sex Tape (2014)
- St. Vincent (2014)
- علاقة عابرة لليلتين (2014)
- When the Streetlights Go On (2020-present)

### القائمة السوداء لعام 2012
- Arrival (2016)
- Blockers (2018)
- Come and Find Me (2016)
- Draft Day (2014)
- The Equalizer (2014)
- شرير للغاية، صادم للغاية وشرس (2019)
- الآباء والبنات (فيلم) (2015)
- The Fault In Our Stars (2014)
- Flower (2017)
- مهما كلف الأمر (2016)
- الأرنب جوجو (2019)
- The Judge (2014)
- The Keeping Room (2014)
- Me and Earl and the Dying Girl (2015)
- The Outcasts (2017)
- مشروع سجل الأيام (2015)
- Run All Night (2015)
- Sand Castle (2017)
- Shut In (2016)
- Stockholm, Pennsylvania (2015)
- The Survivalist (2015)
- Sweet Virginia (2017)
- Transcendence (2014)
- Whiplash (2014)
- Who Framed Tommy Callahan (2021)

### القائمة السوداء لعام 2013
- يوم جميل في الحي (2019)
- قناص أمريكي (فيلم) (2014)
- The Autopsy of Jane Doe (2016)
- Cake (2014)
- Dude (2018)
- نهاية الرحلة (فيلم) (2015)
- Faults (2014)
- Hot Summer Nights (2017)
- A Monster Calls (2016)
- Pan (2015)
- Patient Zero (2018)
- بحر الأشجار (2015)
- Shovel Buddies (2016)
- Spotlight (2015)

### 2014 القائمة السوداء
- American Made (2017)
- The Babysitter (2017)
- Big Time Adolescence (2020)
- Bird Box (2018)
- المؤسس (فيلم) (2016)
- Gifted (2017)
- Josie (2018)
- LBJ (2016)
- Manchester by the Sea (2016)
- وحش المال (فيلم) (2016)
- Morgan (2016)
- My Friend Dahmer (2017)
- على أساس الجنس (فيلم) (2018)
- The Shallows (2016)
- The Wall (2017)
- Tau (2018)

### 2015 القائمة السوداء
- كل المال في العالم (2017)
- American Woman (2018)
- مدينة الأكاذيب (2017)
- تشاباكويديك (2017)
- أرض الأحلام (2019)
- Eli (2019)
- Lucy in the Sky (2019)
- آنسة سلون (2016)
- العملية الأخيرة (فيلم) (2018)
- ليلة قاسية (فيلم) (2017)
- ست إت أب (دبر الموعد) (فيلم) (2018)
- Stronger (2017)
- The Water Man (2020)
- ما تتمناه (فيلم) (2017)
- الفتى الأبيض ريك (2018)

### 2016 القائمة السوداء
- Adrift (2018)
- تعليم سيء (2019)
- شاب حر (2020)
- Hala (2019)
- فندق أرتيميس (فيلم) (2018)
- I Think We're Alone Now (2018)
- I Am Mother (2019)
- أنا، تونيا (2017)
- Late Night (2019)
- Life Itself (2018)
- The Post (2017)
- رومان جي إسرائيل (2017)
- Villains (2019)

### 2017 القائمة السوداء
- BIOS (2020)
- الأخبار العاجلة في مقاطعة يوبا (TBA)
- الناجي (TBA)
- لانهائي (2021)
- Kate (TBA)
- ذا لودج (2019)

### 2018 القائمة السوداء
- The High Note (2020)
- نصفها (2020)
- King Richard (2021)
- سمكة صغيرة (TBA)
- امرأة صغيرة واعدة (فيلم) (2020)
- كوين وسليم (فيلم) (2019)

### 2019 القائمة السوداء
- Don't Worry Darling (2021)
- The Unbearable Weight of Massive Talent (TBA)